# 피스쿠스
피스쿠스(Fiscus)는 고대 로마 황제의 개인 자금에 대한 명칭이었다.
단어 자체는 '바구니' 또는 '자금'을 뜻하고 황제들에게 지급되는, 로마 속주들 (구체적으로는 황제 속주들)에서 징수된 세수를 묘사하는 데 사용되었다. 피스쿠스의 존재는 로마 제정 초기에 로마 황실과 원로원 사이 권력의 분할을 나타낸다.

## 기원
아우구스투스는 로마의 영토를 세수가 '아이라리움'(이미 존재하고 있는 국고)으로 귀속되는 원로원 속주와, 황제의 금고인 '피스쿠스' 로 귀속되는 황제 속주로 구분하였다. 후자의 재원에 대표적으로 군대 및 함대, 관료제, 도시민들에 대한 보조 (식량이나 재원 분배) 등 비용이 많이 부담되는 대상들이 청구되었다.
아우구스투스의 개혁 하에서 황제 속주들은 'non pacatae'(비평화) 속주, 즉 국경 속주이었으며, 황제의 직접적인 행정 관할 하에 있었다. 후에 '브로빈키아이 카이아리스'(provinciae Caesaris)라 불리기 시작한, 이 속주들은 '기사 계급'들과 '프로쿠라토레스 아우구스티'라는 칭호를 지닌 황제들의 대리인들에게 맡겨졌다.
이렇게 예산이 분리되었음에도, 황제는 '아이라리움'에서 '피스쿠스'로 재원을 옮길 수 있는 권한을 갖고 있었다.
일부 역사가들은 원로원 속주가 황제 속주의 3분의 1 정도인  10개 불과할 것이라 여긴다. 이는 '피스쿠스'가 그 탄생 대부터 이미 존재하던 '아이아리움'보다 훨씬 부유하고 유용했다는 점에서 증명된다.

## 행정
초창기의 피스쿠스 수장은 '아 라티오니부스'였으며, 전통적 사회의 계층의 요구에서 자유로운 자에게 이 직위를 부여하기 위한 아우구스투스의 요구로 인하여 본래는 해방 노예 출신 자유이었다. 이후에 해방 노예에 대한 부패와 평판은 새롭고 좀 더 신뢰할 수 있는 행정관을 요구하게 되었다. 하드리아누스 때부터, 아 라티오니부스는 기사 계급 ('에퀴테스')에서 충원되었고 3세기를 거쳐 디오클레티아누스 시대까지 유지되었다.
플라비우스 왕조 시기에는, 아 라티오니부스보다는 '프로쿠라토르 피스키' 또는 '프로쿠라토르 아 라티오니부스 아우구스티'라고 하는 새로운 보직이 피스쿠스를 맡았다. 해당 직위는 국가의 재정 상태에 대한 작성 및 국가 수입과 지출을 예상하는 등의 업무를 맡았다. 또한 황제의 자산 (patrimonium principii), 로마군의 지출, 식량 할당, 수도교, 신전, 도로 등의 보수 역시도 관리하였다. 마지막으로 주조되는 화폐의 연간 양을 수립하는 중대한 역할을 맡았다.

## 피스쿠스의 수입
황제의 금고는 세금 또는 그 외 재원으로부터 조달될 수 있었다.

### 조세 수입
- 가장 두드러진 수입은 황제 속주에 부과된 속주 조세이다. 이는 수익을 낼 수 있는 이들 (여성, 아이, 노인은 대상자가 아님)에게 부과된 전체 조세의 10%이었다. 이 수입은 국방에 주로 사용되었다.
- 상속 재산의 5%에 대해 세금을 물리는 '비케시마 헤레디타티움'(vicesima hereditatium)
- 그 외 중요한 세금은 1.5%에서 5%에 이르는 다양한 비율을 지닌 '도가나'(dogana)
- 향신료, 비단, 보석 등 바다 건너 수입된 사치품들에 부가된 상품 가치의 25%에 해당하는 관세
- 마지막은 매출액에 부과되는 것으로, 세율이 어느 정도인지는 알려져 있지 않다.

### 조세 수입 외
- 상속을 통해 황제가 받는 수입. 이 수입은 피스쿠스에 있어 가장 근본적인 수입원 중 하나였으며 로마인들한테 있어서 상속 재산 중 일부를 황제 몫으로 남기는 것이 관례이었다.
- 결락상속재산 (缺落相續財産, bona caduca)은 상속인이 받을 수 없을 상속 재산의 일부를 뜻한다. 상속 재산의 전체나 그 일부를 받을 수 없는 자들의 이유가 일부 존재했었다. 예시로, '파피우스 포페이우스의 결혼법' (기원전 9년)은 상속을 받을 수 없는 자들을 규정하였는데, 대표적으로 상속 몫의 전체를 잃은 '카일리베스' (caelibes, 25세에서 60세 사이의 미혼 남성들 및 20세에서 50세 사이의 미혼 여성들), 상속 몫의 절반을 잃은 '오르비' (orbi, 아들을 두지 못한 기혼자), 상실한 상속 몫이 알려지지 않은 '파테르 솔리타리우스'(pater solitarius, 재혼하지 않은 아들을 둔 자들). 또한 상속인들의 비자격에 대해 다룬 법률들도 존재한다.
- 무주물 (無主物, bona vacantia)은 법적으로나 지정을 받는 등의 명백한 상속인이 없는 상속 재산의 경우를 말한다. 죽은 자 황제 속주에 거주하는 시민권자였을 경우, 피스쿠스가 이 재산의 소유자가 된다 (그렇지만 이런 경우에는 빚도 상속하게 된다).
- '암묵적 보증인'의 상속 재산. 이는 사망자가 일단 보증인이 상속 받은 후에 그 재산을 이전해달라는 요청 (그렇지만 그에 대한 명백한 방식은 언급하지 않음)을 한 드문 경우였다. 이 상속 방식이 피스쿠스로 처분되던 이유는 다른 법적 처분 방식을 피하기 위해서 보통 사용되던 보증인이 상속받는 이 방식을 막기 위한 의도였다.
- 국영 광산의 수입 및 공용 토지(tributum soli)에 대한 임대료 등 국가의 자산을 통한 수입 .
- 전쟁 취득한 보고에 대한 판매 수입.
- 보고(寶庫) 발견에 대한 수입. 황제 속주들에서 발견된 보고의 절반은 피스쿠스로 이송되어야 했다[3].
- 벌금에 대한 수입.[4]
- 유죄를 받은 자들의 대한 재산 ('bona damnatorum'). 목숨, 자유, 시민권 등을 박탈한다는 판결을 받은 자들의 모든 재산은 피스쿠스로 이송되어야 했다.[5]

## 피스쿠스의 성격
피스쿠스의 성격에 대한 세 가지 설이 있다.
첫 번째 설은 피스쿠스가 황제의 사적 자금 성격을 띤다는 것이다.
두 번째 설은 피스쿠스가 공공 질서를 유지 목적으로 황제에게 맡겨진 공적 자금이라는 것이다. 따라서 피스쿠스는 공공 복지 목적으로 사용되어야만 했다. 아우구스투스 같은 일부 황제들이 회계를 공개했고, 황제 자리를 물려받을 후계자에게만 피스쿠스를 상속할 수 있게 하였고, 페르티낙스가 피스쿠스를 공공의 것이라 정의 내리는 등 이 이론을 뒷받침 몇 가지 사실들이 있다.
세 번째 설에 따르면, 피스쿠스는 황제나 인민이 소유하는 것이 아니며, 피스쿠스는 근본적으로 법인이라는 것이다. 로마 황제들은 공공 이익 사유에 부합한 경우에만 사용할 수 있었다. 법인 성격을 띠는 피스쿠스는 채권자 또는 채무자, 원고, 피고가 될 수 있었다. 이 이론을 뒷받침 해주는, 이와 관련한 적절한 법적 구조가 있었음이 드러나기도 하였다. 네르바는 개인과 피스쿠스 간의 법률 사건들을 주관하는 특정 행정관 (praetor)을 설치하였다. 피스쿠스의 법률 대리인들은 '라티오날리스' (그리고 플라비우스 왕조 시절에는 '프로쿠라토르 피스키')이었으며, 그럼에도 피스쿠스의 법률 행위는 하드리아누스가 신설한 '아드보카투스 피스키'가 행하였다. 이들은 법정에서 피스쿠스의 근거를 변호하는 일을 맡았다. 이러한 내용에 따라 로마 황제는 법정에 출석하거나 재판을 받지 않았다.

## 개혁과 발전
도입 시기부터 '피스쿠스'는 '아이라리움'이라는 단어가 로마시의 재원만을 나타낼 때까지 '아이라리움'과 관련한 지속적인 집행을 하였다.
디오클레티아누스가 지속적인 대규모 개혁을 실시하였고, 제국의 재정에 대한 통합적인 제어는 신설된 강력한 중앙 행정부에 넘어가게 되었다. 이 개혁들로 아이라리움과 피스쿠스 간의 구분이 명백히 붕괴되었고, 심지어는 일부 역사가들은 이 결합이 셉티미우스 세베루스 제국 시기에 이미 이루어졌다고 여기기도 하였다.
제국 말, 콘스탄티누스 시기로 추정되던 때, 피스쿠스는 '라르기티오네스'(largitiones)로 명칭이 바뀌었고, 재정 업무를 전임해서 수행하는 코메스 사크라룸 라르기티오눔에게 맡겨졌다. 해당 작위는 통합 재원 및 총 세수의 수입을 관리하였다.

## 그 외 피스쿠스
피스쿠스 외에도, 이와 독립적으로 베스파시아누스는 과거에 '아이라리움'으로 직행했던 이집트와 아시아의 세수를 받기 위해 '피스쿠스 알렉산드리누스'와 '피스쿠스 아시아티쿠스' 등을 만들었다.
그는 또한 유대인들이 세금의 대상이 된 '피스쿠스 유다이쿠스' 역시도 만들었다.

## 같이 보기
- 코메스
- 콩기아리움
- 피스쿠스 유다이쿠스
- 라티오니부스
- 로마의 재정

## 참고 문헌
- Millar, Fergus (1963). “The Fiscus in the First Two Centuries”. 《Journal of Roman Studies》 53 (1-2): 29–42. doi:10.2307/298362.
- Brunt, P. A. (1966). “The 'Fiscus' and its Development”. 《The Journal of Roman Studies》 56: 75–91. doi:10.2307/300135. ISSN 0075-4358.
- Francesca Milazzo, Res publica e priceps, vicende politiche, mutamenti istituzionali e ordinamento giuridico da Cesare ad Adriano, Atti del convegno internazionale di diritto romano, Copanello 25-27 May 1994
- Sara Galeotti, "Il fiscus Caesaris nella dottrina romanistica del XIX e XX secolo," teoria e storia del diritto privato 10 2017
- Filippo E. Vassalli, Concetto e natura del fisco, Fratelli Bocca editore, Torino 1908